# オカダトカゲ
オカダトカゲ(Plestiodon latiscutatus)は、爬虫綱有鱗目トカゲ科トカゲ属に分類されるトカゲ。和名は標本の採集者である岡田信利の献名による。

## 分布
日本（伊豆半島＜富士山以南、富士川以東および酒匂川以西＞、伊豆諸島）
模式標本の産地（基準産地・タイプ産地・模式産地）は、下田（静岡県）。

## 形態
頭胴長6 - 9.6センチメートル。胴体中央部の斜めに列になった鱗の数（体列鱗数）は28 - 30。
属内広範でみられる幼体時の体色（尾が青いなど）が明瞭でなかったり、斑紋が成長に伴い消失するのが早い。

## 分類
本種に対応する旧学名はEumeces okadae（旧トカゲ属Eumeces。模式産地は三宅島。）で、伊豆諸島のみに分布すると考えられていた。2003年に発表されたアロザイムの分子系統解析から、当時のニホントカゲの伊豆半島個体群と考えられていた個体群が本種であることが判明した。ニホントカゲの旧学名Eumeces latiscutatusの模式産地は下田だったことから、E. latiscutatusの模式標本はニホントカゲではなく本種ということが判明した。

## 生態
草原や常緑広葉樹からなる一次林や二次林、岩場（ガレ場）、海岸などに生息する。三宅島などのニホンイタチによる捕食圧が強い地域では、主に民家周辺の石垣に生息する。
昆虫、クモ、端脚類、ミミズなどを食べる。三宅島では主に端脚類を食べ、獲物が減少する夏季はアリ類も食べる。
繁殖様式は卵生。三宅島では4 - 5月下旬に交尾する。1回に4 - 12個の卵を、隔年で産む。生後3年以上で性成熟し、寿命は約6年と考えられている。

## 人間との関係
人為的に移入されたニホンイタチによる捕食、道路建設による石垣の撤去およびコンクリートへの改修などにより生息数が減少している。八丈島では人為的に移入されたニホントカゲとの交雑による、遺伝子汚染が懸念されている。
青ヶ島、三宅島、八丈島の個体群
絶滅のおそれのある地域個体群（環境省レッドリスト）